# بوید (مونتانا)
بوید (به انگلیسی: Boyd) شهری در ایالت مونتانا کشور ایالات متحده آمریکا است که جمعیت آن در سرشماری سال ۲۰۱۰ میلادی، ۳۵ نفر بوده‌است.